# Mori Arinori
Tử tước Mori Arinori (森 有礼 Sâm Hữu Lễ, ngày 23 tháng 8 năm 1847 – ngày 12 tháng 2 năm 1889) là một chính khách, nhà ngoại giao thời Minh Trị và là người sáng lập hệ thống giáo dục hiện đại của Nhật Bản.

## Tiểu sử
Mori chào đời tại phiên Satsuma (nay là tỉnh Kagoshima) từ một gia đình samurai, và được giáo dục trong trường chuyên dạy về Tây học Kaisenjo do phiên Satsuma điều hành. Năm 1865, ông được gửi đến du học tại Đại học College London ở nước Anh, chuyên tâm học hỏi các kỹ thuật phương Tây về toán học, vật lý và khảo sát hải quân. Ông trở lại Nhật Bản ngay sau khi cuộc Minh Trị Duy tân bắt đầu và đảm nhận một số chức vụ chủ chốt trong chính phủ Minh Trị mới.
Mori là công sứ Nhật Bản đầu tiên tại Hoa Kỳ, từ năm 1871-1873. Trong thời gian ở Mỹ, ông rất quan tâm đến các phương pháp giáo dục phương Tây và các thiết chế xã hội phương Tây. Khi trở về nước, ông đã tổ chức Meirokusha, hội trí thức hiện đại đầu tiên của Nhật Bản.
Mori là một thành viên của phong trào Khai sáng thời Minh Trị, và ủng hộ tự do tôn giáo, giáo dục thế tục, quyền bình đẳng cho phụ nữ (trừ quyền bầu cử), luật pháp quốc tế và quyết liệt nhất là việc từ bỏ tiếng Nhật để chuyển sang tiếng Anh.
Năm 1875, ông thành lập Shoho Koshujo (trường đại học thương mại đầu tiên của Nhật Bản), tiền thân của Đại học Hitotsubashi. Sau đó, ông liên tiếp làm công sứ nhà Thanh bên Trung Quốc, Thứ trưởng Bộ Ngoại giao cấp cao, công sứ tại Anh, thành viên của Sanjiin (Tham sự viện, một dạng hội đồng tư vấn lập pháp) và quan chức Bộ Giáo dục.
Ông được Itō Hirobumi tuyển dụng vào nội các đầu tiên với tư cách là Bộ trưởng Bộ Giáo dục và tiếp tục giữ chức vụ tương tự dưới chính quyền Kuroda từ năm 1886 đến năm 1889. Trong thời kỳ này, ông ban hành "Cải cách Mori" đối với hệ thống giáo dục của Nhật Bản, bao gồm sáu năm học bắt buộc, đồng giáo dục và thành lập các trường trung học để đào tạo tầng lớp tinh hoa. Dưới sự lãnh đạo của ông, Bộ ngành trung ương đã kiểm soát nhiều hơn chương trình giảng dạy của trường học và nhấn mạnh đạo đức Tân Nho giáo và lòng trung thành quốc gia ở các trường cấp thấp đồng thời cho phép một số quyền tự do trí thức trong giáo dục đại học.
Ông đã bị những người theo chủ nghĩa tự do sau Thế chiến II tố cáo là kẻ phản động phải chịu trách nhiệm cho hệ thống giáo dục tinh hoa và mang tính thống kê của Nhật Bản, trong khi ông còn bị những người cùng thời lên án là một người cực đoan áp đặt phương Tây hóa không mong muốn lên xã hội Nhật Bản với cái giá là văn hóa và truyền thống Nhật Bản chẳng hạn. Ông ủng hộ việc sử dụng tiếng Anh. Ông cũng là một Ki-tô hữu nổi tiếng.
Mori bị một kẻ theo chủ nghĩa cực đoan hành thích vào đúng ngày ban hành Hiến pháp Minh Trị năm 1889, và qua đời vào ngày hôm sau. Kẻ ám sát cảm thấy bị xúc phạm do Mori không chịu tuân theo nghi thức tôn giáo trong chuyến thăm đền Ise hai năm trước đó; chẳng hạn, Mori được cho là đã không tháo giày trước khi bước vào và gạt tấm màn thiêng bằng một cây gậy chống sang một bên.
Có thể tìm thấy các phần được chọn trong các bài viết của ông trong cuốn sách của W.R. Braisted có nhan đề Meiroku Zasshi: Journal of the Japanese Enlightenment.